# João Henriques
João Alexandre Oliveira Nunes Henriques, noto semplicemente come João Henriques (Tomar, 31 ottobre 1972), è un allenatore di calcio portoghese.

## Statistiche
Statistiche aggiornate al 30 dicembre 2018.
| Stagione        | Squadra         | Campionato      | Campionato | Campionato | Campionato | Campionato | Coppe nazionali | Coppe nazionali | Coppe nazionali | Coppe nazionali | Coppe nazionali | Coppe continentali | Coppe continentali | Coppe continentali | Coppe continentali | Coppe continentali | Altre coppe | Altre coppe | Altre coppe | Altre coppe | Altre coppe | Totale | Totale | Totale | Totale | % Vittorie | Piazzamento   |
| Stagione        | Squadra         | Comp            | G          | V          | N          | P          | Comp            | G               | V               | N               | P               | Comp               | G                  | V                  | N                  | P                  | Comp        | G           | V           | N           | P           | G      | V      | N      | P      | %          | Piazzamento   |
| --------------- | --------------- | --------------- | ---------- | ---------- | ---------- | ---------- | --------------- | --------------- | --------------- | --------------- | --------------- | ------------------ | ------------------ | ------------------ | ------------------ | ------------------ | ----------- | ----------- | ----------- | ----------- | ----------- | ------ | ------ | ------ | ------ | ---------- | ------------- |
| 2017-gen. 2018  | Leixões         | LdH             | 16         | 7          | 7          | 2          | CP+CdL          | 2+3             | 1+1             | 0+1             | 1+1             | -                  | -                  | -                  | -                  | -                  | -           | -           | -           | -           | -           | 21     | 9      | 8      | 4      | 42,86      | Resc. cons.   |
| gen.-giu. 2018  | Paços Ferreira  | PL              | 17         | 4          | 4          | 9          | CP+CdL          | 0               | 0               | 0               | 0               | -                  | -                  | -                  | -                  | -                  | -           | -           | -           | -           | -           | 17     | 4      | 4      | 9      | 23,53      | 17º           |
| 2018-2019       | Santa Clara     | PL              | 14         | 6          | 2          | 6          | CP+CdL          | 2+1             | 1+0             | 0               | 1+1             | -                  | -                  | -                  | -                  | -                  | -           | -           | -           | -           | -           | 17     | 7      | 2      | 8      | 41,18      | 8º (in corso) |
| Totale carriera | Totale carriera | Totale carriera | 47         | 17         | 13         | 17         |                 | 8               | 3               | 1               | 4               |                    | -                  | -                  | -                  | -                  |             | -           | -           | -           | -           | 55     | 20     | 14     | 21     | 36,36      |               |